# مهدي بعلة
مهدي بعلة (بالفرنسية: Mehdi Baala) ولد في 17 أغسطس 1978 في ستراسبورغ، وهو لاعب ألعاب قوى فرنسي من أصل جزائري يتنافس أساسا في مسافة 1500 م، وقد فاز بعلة بميداليات عديدة من بينها ميداليتين ذهبيتين في بطولة أوروبا لألعاب القوى ويعتبر مهدي بعلة من أفضل العدائين الفرنسيين لمسافات المتوسطة في كل العصور وهو حاصل على أربع أرقام قياسية فرنسية (800 م: 1.43.15، 1000 م : 2.13.96، 1500 م : 3.28.98، 2000 م : 4.53.12)، وثلاثة ارقام قياسية داخلية أيضا، ولكنه لم يفز بأي ميدالية ذهبية في الألعاب الأولمبية وبطولة العالم لألعاب القوى.

## الإنجازات
- بطولة العالم لألعاب القوى 2009، المركز السابع
- ألعاب الأولمبياد الصيفية سنة 2008، المركز الرابع (في وقت لاحق رقي بحصوله على البرونز لأن الفائز بالميدالية الذهبية أقصي بعد اختبار ايجابي للمنشطات)
- بطولة العالم لألعاب القوى 2007، أستبعد في نصف النهائي
- بطولة أوروبا لألعاب القوى 2006، ميدالية ذهبية
- بطولة العالم لألعاب القوى 2005، المركز السادس 800 م
- بطولة العالم لألعاب القوى 2003، ميدالية برونزية
- بطولة أوروبا لألعاب القوى 2002، ميدالية ذهبية
- ألعاب الأولمبياد الصيفية سنة 2000، المركز الرابع
- بطولة ألعاب القوى الأوروبية الداخلية 2000، ميدالية برونزية
- ألعاب الأولمبياد الصيفية سنة 2008، ميدالية برونزية

## وصلات خارجية
- مهدي بعلة على موقع الاتحاد الدولي لألعاب القوى (الإنجليزية)
- مهدي بعلة على موقع الاتحاد الفرنسي لألعاب القوى (الفرنسية)
- مهدي بعلة على موقع الدوري الماسي (الإنجليزية)
- مهدي بعلة على موقع أوليمبيديا (الإنجليزية)
- مهدي بعلة على موقع اللجنة الأولمبية الفرنسية (مؤرشف) (الفرنسية)